# William Griffith (botánico)
William Griffith (4 de marzo de 1810 - 9 de febrero de 1845) fue un médico, naturalista, explorador, y botánico inglés.
Publicó sobre flora de India y de Burma. Originalmente fue asignado como "cirujano civil" en la provincia de Tenasserim, Burma, donde estudió la flora local y realizó expediciones de recolecciones al valle del río Barak en Assam. Exploró varias regiones de Burma, atravesando ríos, llegando hasta Irrawadi, y Rangoon. Visitó las colinas de Sikkim, y la región de los Himalayas, Shimla.
Consecuentemente, Griffith sirvió como cirujano civil en Malaca, donde falleció de una enfermedad hepática parasitaria.

## Algunas publicaciones
- Griffith, William. 1847. Journals of Travels in Assam Burma Bootan Affghanistan and the Neighbouring Countries Bishop's College Press, Calcutta; reimpreso 2001 Munshiram Manoharlal Publishers, N.Delhi
- 1847. Posthumous papers bequeathed to the honorable the East India company. Volumen I. Ed. Ch'eng Wen Pub. Co. xxix + 520 pp. En línea
- 1847. Icones plantarum asiaticarum ...: Development of organs in phanærogamous plants. Ed. Bishop's College Press. 661 pp. En línea
- 1900. Excursions. Ed. Hudson-Kimberly Pub. Co. 144 pp. Reeditó BiblioBazaar, 2010. 152 pp. ISBN 1141660008

## Honores
- Miembro de la Sociedad Agri-Hortícola de la India
- Miembro de la Real Academia Natural de Bonn
- Miembro de la Sociedad Entomológica de Londres
- Miembro de la Sociedad Linneana de Londres

- La abreviatura «Griff.» se emplea para indicar a William Griffith como autoridad en la descripción y clasificación científica de los vegetales.[1]